# オーガスタス・チャールズ・ニューマン
オーガスタス・チャールズ・ニューマン（Augustus Charles Newman VC,OBE,TD,DL, 1904年8月19日 - 1972年4月26日）は、イギリスの軍人。イギリス陸軍の将校として第二次世界大戦に従軍し、サン＝ナゼール強襲などに参加した。最終階級は中佐。ヴィクトリア十字章受章者。

## 経歴
1904年、エセックスのチグウェルに生まれ、バンクロフトズ・スクールで教育を受けた。1925年、イギリス陸軍に入隊して地元の国防義勇軍部隊であるエセックス連隊に勤務する。第二次世界大戦勃発後の1939年に現役へ編入され、ブリティッシュ・コマンドスの第2コマンド部隊に配属された。
1942年3月28日、ニューマン中佐はサン＝ナゼール強襲（チャリオット作戦）に参加した。彼はサン＝ナゼールへ最初に上陸した英兵の1人となり、自ら将兵を率い敵施設への攻撃に参加した。増援を受けたドイツ軍によって包囲された後もニューマンらは抵抗を続け、銃弾を使い果たし捕虜となるまで包囲からの脱出を試みていた。
終戦後の1950年、国防義勇軍に再編入され、特殊空挺部隊（SAS)にも勤務した。1959年には国防義勇軍を定年退職し、1971年まで工兵・鉄道勤務隊に少佐として勤務した。1972年死去。
現在、彼が受章したヴィクトリア十字章はロンドンの帝国戦争博物館に展示されている。